# Vasilij Alekseevič Kar
Vasilij Alekseevič Kar, noto anche col cognome Karr (1730 – Mosca, 25 febbraio 1806), è stato un generale russo.

## Biografia
Figlio di Aleksej Filippovič Kar (1680-1756), amministratore capo dell'ufficio del sale di Russia e della figlia di un ufficiale di corte, Vasilij aveva una sorella maggiore di nome Ekaterina (1720-1804) ed un fratello minore, Filipp (1734-1809). La sua famiglia faceva risalire le proprie origini a un certo Thomas Kerr che si portò in Russia in missione coi suoi fratelli per conto di Giacomo I d'Inghilterra alla corte dello zar Michele ed ottenne una patente di nobiltà nel 1625.
Vasilij Kar entrò nella carriera militare nell'esercito russo nel 1740, ma iniziò formalmente la sua formazione nel gennaio del 1742 quando venne arruolato nel corpo dei paggi di corte. Nel 1748 ottenne il grado di poručik e venne assegnato ad un reggimento di fanteria. Nel 1757 si offrì volontario nell'esercito austriaco e l'anno successivo venne trasferito in quello francese. Durante questo periodo prese parte alla guerra dei sette anni.
Dal 1763 Kar fece ritorno in Russia dove venne promosso colonnello. Fu in Polonia dal 1766 al 1768, prestando servizio alla corte del principe Radziwiłł. Il 22 settembre 1768 venne nominato generale di brigata e l'anno successivo venne nominato comandante di una legione combinata di truppe che prese parte alla guerra contro l'Impero ottomano.
Il 1º gennaio 1770 venne promosso al rango di maggiore generale. Nel 1773 divenne osservatore delle reclute militari a San Pietroburgo. il 15 ottobre di quello stesso anno venne inviato nelle terre degli Yaik per pacificare i ribelli locali. Kar venne sconfitto in battaglia e costretto a fuggire con le sue truppe. Per questo fallimento venne tacciato di disonore e venne costretto a lasciare l'esercito dal 1º dicembre 1773; gli venne inoltre proibito di risiedere nella capitale.
Nel 1775 comprò all'asta la residenza del principe Boris Vasilyevich Golicyn, sel'tso Goryainovo, situata nell'attuale oblast' di Kaluga, dove trascorse il resto dei suoi giorni occupandosi di agricoltura e divenendo uno dei maggiori esperti in tale campo nella sua epoca.
Kar venne giudicato molto duramente dai suoi contemporanei per il suo fallimento nel corso della ribellione di Pugačëv. Decenni dopo, Puškin, nella sua storia della rivolta descrisse la leadership del generale in quegli anni concitati come "flebile, timida e manchevole di diligenza".
Dopo la morte di Caterina II, venne richiamato a San Pietroburgo. Lo zar Paolo I di Russia gli permise la libertà di viaggiare ovunque volesse. Morì nella sua abitazione di Mosca nel 1806 e venne sepolto nel villaggio di Voskresensky, a nord del governatorato di Mosca.
Kar sposò la principessa Maria Sergeyevna Khovanskaya (1756-1833), ed insieme ebbero quattro figli: Ekaterina, Anna, Alekseij e Sergeij (m. 1869). Dopo la morte del marito, Maria si ritirò nel monastero di Kaluga. Entrambi i suoi figli intrapresero la carriera militare e combatterono nell'invasione napoleonica della Russia del 1812. Alekseij perse una gamba nella battaglia della Beresina al comando di una batteria d'artiglieria, mentre Sergeij divenne un decorato ufficiale di cavalleria nelle campagne della sesta coalizione antinapoleonica.